# Paropsisterna
Paropsisterna es un género de insecto coleóptero de la familia Chrysomelidae. Originarios de Papua, Nueva Guinea y Australia. Se alimentan de especies de Eucalyptus.

## Especies
Las especies de este género son:
- Paropsisterna aequalis (Chapuis, 1877)
- Paropsisterna agricola (Chapuis, 1877)
- Paropsisterna albicans (Chapuis, 1877)
- Paropsisterna ambigua Daccordi, 2003
- Paropsisterna amica (Newman, 1842)
- Paropsisterna amoena (Clark, 1865)
- Paropsisterna angustipes (Blackburn, 1898)
- Paropsisterna annularis (Blackburn, 1899)
- Paropsisterna anomala (Blackburn, 1901)
- Paropsisterna atalanta (Blackburn, 1898)
- Paropsisterna aurea (Blackburn, 1899)
- Paropsisterna basalis (Chapuis, 1877)
- Paropsisterna beata (Newman, 1842)
- Paropsisterna bimaculata (Olivier, 1807)
- Paropsisterna brunnea (Marsham, 1808)
- Paropsisterna captiosa (Clark, 1866)
- Paropsisterna cassidoides (Boisduval, 1835)
- Paropsisterna cernua (Chapuis, 1877)
- Paropsisterna chlorotica (Olivier, 1807)
- Paropsisterna citrina (Chapuis, 1877)
- Paropsisterna cloelia (Stål, 1860)
- Paropsisterna coccineipennis (Weise, 1916)
- Paropsisterna complexa (Chapuis, 1877)
- Paropsisterna conferta (Chapuis, 1877)
- Paropsisterna conjugata (Chapuis, 1877)
- Paropsisterna crocata (Boisduval, 1835)
- Paropsisterna debilis (Chapuis, 1877)
- Paropsisterna decolorata (Chapuis, 1877)
- Paropsisterna defecta (Chapuis, 1877)
- Paropsisterna deflorata (Chapuis, 1877)
- Paropsisterna delmastroi Daccordi, 2003
- Paropsisterna detrita (Fabricius, 1775)
- Paropsisterna difficilis (Blackburn, 1898)
- Paropsisterna dulcior (Blackburn, 1898)
- Paropsisterna elliptica (Chapuis, 1877)
- Paropsisterna erudita (Newman, 1842)
- Paropsisterna fastidiosa (Chapuis, 1877)
- Paropsisterna flaveola (Chapuis, 1877)
- Paropsisterna flavolimbata Daccordi, 2003
- Paropsisterna fulvoguttata (Baly, 1866)
- Paropsisterna fuscula (Chapuis, 1877)
- Paropsisterna galatea (Blackburn, 1898)
- Paropsisterna gemina (Chapuis, 1877)
- Paropsisterna geniculata (Boisduval, 1835)
- Paropsisterna giachinoi Daccordi, 2003
- Paropsisterna gloriosa (Blackburn, 1899)
- Paropsisterna hackeri Daccordi, 2003
- Paropsisterna hectica (Boisduval, 1835)
- Paropsisterna incerta (Chapuis, 1877)
- Paropsisterna inconstans (Blackburn, 1899)
- Paropsisterna insignita (Newman, 1842)
- Paropsisterna inspersa (Newman, 1842)
- Paropsisterna intacta (Newman, 1842)
- Paropsisterna interlita (Newman, 1842)
- Paropsisterna interrupta (Chapuis, 1877)
- Paropsisterna interstitialis (Chapuis, 1877)
- Paropsisterna intertincta (Clark, 1865)
- Paropsisterna io (Blackburn, 1898)
- Paropsisterna irina (Chapuis, 1877)
- Paropsisterna irrisa (Newman, 1842)
- Paropsisterna jawoyna Daccordi, 2003
- Paropsisterna laesa (Germar, 1848)
- Paropsisterna lignea (Erichson, 1842)
- Paropsisterna lineata (Marsham, 1808)
- Paropsisterna liturata (Marsham, 1808)
- Paropsisterna m-fuscum (Boheman, 1859)
- Paropsisterna maculicollis (Clark, 1865)
- Paropsisterna madida (Blackburn, 1898)
- Paropsisterna mentitrix (Blackburn, 1898)
- Paropsisterna mera (Chapuis, 1877)
- Paropsisterna minerva (Blackburn, 1899)
- Paropsisterna morio (Fabricius, 1787)
- Paropsisterna nigerrima (Germar, 1848)
- Paropsisterna nigrita (Chapuis, 1877)
- Paropsisterna nigrostillata (Chapuis, 1877)
- Paropsisterna nigrovittata (Chapuis, 1877)
- Paropsisterna nobilitata (Erichson, 1842)
- Paropsisterna notabilis (Blackburn, 1896)
- Paropsisterna nucea (Erichson, 1842)
- Paropsisterna nupta (Blackburn, 1898)
- Paropsisterna obliterata (Erichson, 1842)
- Paropsisterna obovata (Chapuis, 1877)
- Paropsisterna octolineata (Gory, 1833)
- Paropsisterna octomaculata (Marsham, 1808)
- Paropsisterna octosignata (Stål, 1860)
- Paropsisterna opaciceps (Blackburn, 1898)
- Paropsisterna pachyta (Chapuis, 1877)
- Paropsisterna pallida (Olivier, 1807)
- Paropsisterna philomela (Blackburn, 1901)
- Paropsisterna pictipes (Chapuis, 1877)
- Paropsisterna pluvialis (Chapuis, 1877)
- Paropsisterna polyglypta (Germar, 1848)
- Paropsisterna polyxo (Blackburn, 1901)
- Paropsisterna proxima (Chapuis, 1877)
- Paropsisterna pulverulenta (Blackburn, 1898)
- Paropsisterna purpureoaurea (Clark, 1865)
- Paropsisterna purpureoviridis Clark, 1864
- Paropsisterna raucicollis (Blackburn, 1899)
- Paropsisterna remota (Germar, 1848)
- Paropsisterna rufescens (Chapuis, 1877)
- Paropsisterna rufipes (Fabricius, 1801)
- Paropsisterna rufobrunnea (Blackburn, 1898)
- Paropsisterna selmani Reid & de Little, 2013
- Paropsisterna semifumata (Blackburn, 1901)
- Paropsisterna seminigripes (Lea, 1924)
- Paropsisterna semivittata (Blackburn, 1898)
- Paropsisterna sexpustulata (Marsham, 1808)
- Paropsisterna simsoni (Blackburn, 1899)
- Paropsisterna spadicea Weise, 1916
- Paropsisterna stictica (Marsham, 1808)
- Paropsisterna stygia (Chapuis, 1877)
- Paropsisterna subcincta (Blackburn, 1898)
- Paropsisterna subcostata (Chapuis, 1877)
- Paropsisterna suspiciosa (Baly, 1866)
- Paropsisterna tenebrosa (Chapuis, 1877)
- Paropsisterna tenella (Chapuis, 1877)
- Paropsisterna tessellata (Clark, 1865)
- Paropsisterna testacea (Olivier, 1807)
- Paropsisterna tigrina (Chapuis, 1877)
- Paropsisterna trimaculata (Chapuis, 1877)
- Paropsisterna variabilis (Chapuis, 1877)
- Paropsisterna variicollis (Chapuis, 1877)
- Paropsisterna vittata (Blackburn, 1899)